# 日本の物理学者の一覧
日本の物理学者の一覧（にほんのぶつりがくしゃのいちらん）は、日本の物理学者を一覧する。
物理学者の一覧、Category:日本の物理学者も参照。なお、日本国外に国籍を移動した者も含めている。

## 19世紀生まれの日本の物理学者
- 村岡範為馳（1853-1929) - X線、音響学
- 山川健次郎（1854-1931) - 日本人初の物理学教授
- 田中館愛橘 (1856-1952) - 地球物理学
- 長岡半太郎 (1865-1950) - 土星型原子模型
- 中村清二 (1869-1960) - 実験物理学講義
- 本多光太郎 (1870-1954) - KS鋼の開発
- 田丸卓郎 (1872-1932) - ローマ字論者
- 大河内正敏 (1876-1952) - 理化学研究所所長、理研グループ育成
- 寺田寅彦 (1878-1935) - 地球物理学者、随筆家
- 石原純 (1881-1947) - 相対性理論、金属電子論、アインシュタインの紹介、歌人
- 寺澤寛一 (1882-1969) - 理論物理学、物理数学
- 松山基範 (1884-1958) - 地球物理学、地磁気逆転現象の発見・提唱
- 西川正治 (1884-1952) - X線回折、結晶学
- 八木秀次 (1886-1976) - 八木・宇田アンテナ
- 仁科芳雄 (1890-1951) - クライン＝仁科の公式
- 荒勝文策 (1890-1973) - 原子核物理学
- 増本量 (1895-1987) - センダストの開発
- 茅誠司 (1898-1988) - 強磁性体
- 中谷宇吉郎 (1900-1962) - ウサギの毛を用いた雪の結晶の研究

## 1900年代生まれの日本の物理学者
- 菊池正士 (1902-1974) - 電子線回折に関する実験
- 坪井忠二 (1902-1982)
- 山内恭彦 (1902-1986) - 原子構造、群論の応用
- 嵯峨根遼吉 (1905-1969)
- 小谷正雄 (1906-1993) - 分子物理、生物物理
- 平田森三 (1906-1966) - 割れ目の研究、平田銛
- 朝永振一郎 (1906-1979) - 繰り込み理論
- 湯川秀樹 (1907-1981) - 中間子の提唱
- 伏見康治 (1909-2008) - 統計力学、原子力

## 1910年代生まれの日本の物理学者
- 永宮健夫 (1910-2006) - 固体物理学、反強磁性体
- 渡辺慧 (1910-1993) - 物理基礎論、情報科学
- 坂田昌一 (1911-1970) - 二中間子論、坂田模型
- 宮本梧楼 (1911-2012) - 原子核実験、加速器、核融合
- 今井功 (1914-2004) - 流体力学
- 高木豊 (1914-2005) - 固体物理学、統計力学
- 高橋秀俊 (1915-1985) - 強誘電体、コンピュータ
- 木庭二郎 (1915-1973) - 核物理学
- 内山龍雄 (1916-1990) - ゲージ理論
- 木原太郎 (1917-2001) - 分子間力、プラズマ、宇宙論
- 戸田盛和 (1917-2010) - 液体論、非線形力学、戸田格子
- 木下是雄 (1917-2014) - 薄膜、『理科系の作文技術』
- 小野周 (1918-1995) - 統計熱力学

## 1920年代生まれの日本の物理学者
- 竹内均 (1920-2004) - 地球物理、雑誌Newton
- 久保亮五 (1920-1995) - 統計力学、線形応答理論
- 林忠四郎 (1920-2010) - 恒星進化論、α-β-γ-林の理論、林フェーズ
- 藤田哲也 (1920-1998) - 気象学、トルネード研究
- 南部陽一郎 (1921-2015) - 素粒子論
- 小川岩雄 (1921-2008) - 原子核物理、パグウォッシュ会議
- 森永晴彦 (1922-2018) - 原子核物理
- 中野藤生 (1922-2009) - 統計力学、線形応答理論
- 林厳雄 (1922-2005) - 半導体レーザー
- 北垣敏男 (1922-2016） - 高エネルギー物理学、加速器研究
- 小田稔 (1923-2001) - X線天文学
- 中嶋貞雄 (1923-2008) - 低温物理学理論
- 早川幸男 (1923-1992) - 宇宙物理学
- 福井崇時（1923-2018) - 宇宙線、粒子物理学
- 高橋康 (1923-2013) - 理論物理学者、場の理論
- 小川修三 (1924-2005) - 素粒子物理学
- 江崎玲於奈 (1925- ) - 江崎ダイオード
- 木下東一郎 (1925-2023) - 量子電磁力学
- 菊池誠 (1925-2012) - 半導体物理
- 丹生潔 (1925-2017) - 第4のクォーク発見
- 大林辰蔵 (1926-1992) - 宇宙空間物理
- 飯田修一 (1926-2012) - 磁性実験物理学
- 西澤潤一 (1926-2018) - 電気通信工学、半導体工学
- 西島和彦 (1926-2009) - 素粒子物理学、「西島・ゲルマンの規則」
- 小柴昌俊 (1926-2020) - ニュートリノ、スーパーカミオカンデ
- 宮沢弘成 (1927-2023) - 超対称性概念の提唱、藤田・宮沢３体力
- 小出昭一郎 (1927-2008)
- 伊藤謙哉 (1928- ) - 宇宙物理学者、宇宙線の研究
- 広重徹 (1928-1975) - 物理学史
- 赤﨑勇 (1929-2021) - 物性物理学、半導体工学
- 上田誠也 (1929-2023) - 地球物理学者、プレートテクトニクス研究
- 和田昭允 (1929- ) - 生物物理学

## 1930年代生まれの日本の物理学者
- 有馬朗人 (1930-2020) - 原子核理論
- 崎田文二 (1930-2002)
- 後藤英一 (1931-2005) - パラメトロン
- 後藤鉄男 (1931-1982)
- 蓬茨霊運 (1935-1999)
- 近藤淳 (1936-2022) - 近藤効果
- 大槻義彦 (1936- ) - プラズマ物理、放射線物性
- 杉本大一郎 (1937- ) - 恒星進化論
- 佐藤文隆 (1938- ) - トミマツ・サトウ解の発見
- 中野武宣 (1937- ) - 恒星・惑星形成の研究
- 米沢富美子 (1938-2019) - アモルファス
- 飯島澄男 (1939- ) - カーボンナノチューブ

## 1940年代生まれの日本の物理学者
- 益川敏英 (1940-2021) - 素粒子論、小林・益川理論
- 蔵本由紀 (1940- ) - 非線形動力学、非平衡統計力学
- 岩崎洋一 (1941- ) - 素粒子物理学
- 戸塚洋二 (1942-2008) - ニュートリノ
- 桑原邦郎 (1942-2008) - 流体力学
- 外村彰 (1942-2012) - アハラノフ-ボーム効果の検証
- 小出義夫 (1942- ) - 荷電レプトンの質量公式提唱
- 中澤清 (1943- ) - 惑星物理学
- 松田卓也 (1943- ) - 宇宙物理学、プレゼン道
- 堀内昶 (1943- ) - 原子核の理論的研究
- 三田一郎 (1944- ) - 素粒子論
- 小林誠 (1944- ) - 素粒子論、小林・益川理論
- 池内了 (1944- ) - 天体物理学
- 佐藤勝彦 (1945- ) - インフレーション宇宙論の提唱
- 小山勝二 (1945- ) - X線天文学
- 鈴木史郎 (1946- ) - B、K中間子の物理
- 大島隆義 (1946- ) - τレプトンの物理
- 冨松彰 (1947- ) - トミマツ・サトウ解の発見
- 稲垣省五 (1948- ) - 宇宙物理学、非線型力学
- 田中啓司 (生年不明、1947頃- ) - カルコゲン化物における光誘起流動性の発見
- 池田研介 (1949- ) - 非線形光学、複雑系物理学

## 1950年代生まれの日本の物理学者
- 青木秀夫（1950- ) - 量子ホール効果、高温超伝導、強磁性
- 中村卓史 (1950- ) - 一般相対論、佐々木-中村方程式
- 前田恵一 (1950- ) - 宇宙物理学
- 能勢修一 (1951-2005) - 統計物理学、計算物理学
- 観山正見 (1951- ) - 恒星・惑星の形成過程の研究
- 二間瀬敏史 (1953- ) - 宇宙物理学
- 杉山晃 (1957- ) - 国際リニアコライダー測定器開発
- 前野悦輝 (1957- ) - 物性物理学
- 菊池誠 (1958- ) - 統計物理学、疑似科学批判
- 梶田隆章 (1959- ) - ニュートリノ天文学
- 藤田光孝 (1959-1998) - 物性理論

## 1960年代生まれの日本の物理学者
- 大槻東巳 (1961- ) - 大槻義彦の息子
- 野尻美保子 (1962- ) - 素粒子論研究
- 村山斉 (1964- ) - 素粒子論研究
- 飯嶋徹 (1964- ) - B中間子の物理
- 大西幸喜 (1966- ) - 加速器物理学
- 中野英一 (1966- ) - ミューオン測定器
- 宮林謙吉 (1967- ) - チャーモニウムの物理

## 1970年代生まれの日本の物理学者
- 志水久 (1970- ) - 統計物理学、計算物理学
- 千代勝実 (1970- ) - ドリフトチェンバーの開発研究
- 肥山詠美子 (1971- ) - 核物理、素粒子論研究
- 戸本誠 (1971- ) - LHC加速器における新素粒子現象探索